# (163249) 2002 GT
(163249) 2002 GT é um asteroide Apollo com uma magnitude absoluta de 18,26. É um objeto potencialmente perigoso como a sua órbita cruza a da Terra.

## Descoberta
(163249) 2002 GT foi descoberto no dia 3 de abril de 2002, pelo projeto Spacewatch.

## Características orbitais
A órbita de (163249) 2002 GT tem uma excentricidade de 0,33 e possui um semieixo maior de 1,34 UA. O seu periélio leva o mesmo a uma distância de 0,89 UA em relação ao Sol e seu afélio a 1,79 UA.

## Tentativa de sobrevoo da Deep Impact
Em 2011, a NASA considerou a possibilidade do envio da nave espacial não tripulada Deep Impact para esse asteroide com o objetivo de realizar um sobrevoo em 2020. Era incerto se a Deep Impact teria combustível suficiente para esta operação.
Em 24 de novembro de 2011 e 4 de outubro de 2012, os propulsores da sonda espacial foram disparados brevemente para realizar duas manobras de correção da trajetória da Deep Impact que tinha como alvo para um encontro em 2020, o asteroide 2002 GT, possivelmente dentro de uma distância de não mais de 400 quilômetros. No entanto, o financiamento para a missão sobrevoo não estava garantida. Em junho de 2013, o asteroide foi observado através de radar pelo Radiotelescópio de Arecibo.
No entanto, em 8 de agosto de 2013 a NASA perdeu a comunicação com a nave espacial, e em 20 de setembro de 2013, a NASA abandonou novas tentativas de contato com a mesma. De acordo com A'Hearn,